# God Bless the Broken Road
God Bless the Broken Road (bra: Com Deus no Caminho) é um filme de drama cristão estadunidense dirigido por Harold Cronk. Uma adaptação livre da canção “Bless the Broken Road”, de 1998, o enredo segue uma mãe que perde o marido na Guerra do Afeganistão e deve lidar com a perda. O filme é estrelado por Lindsay Pulsipher, Makenzie Moss, Andrew W. Walker, Kim Delaney, Robin Givens, Gary Grubbs, Arthur Cartwright, LaDainian Tomlinson, Madeline Carroll, Ian Van Houten e Jordin Sparks. Foi lançado nos Estados Unidos em 7 de setembro de 2018, pela Freestyle Releasing.

## Elenco
- Lindsay Pulsipher como Amber Hill.
- Jordin Sparks como Bridgette.
- LaDainian Tomlinson como Pastor Williams.
- Andrew W. Walker como Cody Jackson.
- Robin Givens como Karena Williams.
- Makenzie Moss como Bree Hill.
- Kim Delaney como Patti Hill.
- Gary Grubbs como Joe Carter.
- Arthur Cartwright como Mike Nelson.
- Madeline Carroll como Hannah.
- Ian Van Houten como David.
- Adam Agee como Johnson.
- Patrika Darbo como Rosie.
- Gianna Simone como Monica.
- Cody Coughlin como ele mesmo.
- Miqueas Tyler como ele mesmo.

## Produção
Grande parte do elenco, incluindo Kim Delaney e Jordin Sparks, juntou-se em maio de 2016. A filmagem começou na primavera de 2016 no oeste de Michigan e recebeu um crédito fiscal estadual de US$ 2,7 milhões. LaDainian Tomlinson se juntou ao elenco em janeiro de 2017.

## Recepção

### Bilheteria
Nos Estados Unidos e no Canadá, God Bless the Broken Road foi lançado em 7 de setembro de 2018 ao lado de The Nun e Peppermint, e foi projetado para arrecadar US$ 2–4 milhões em 1 235 cinemas em seu fim de semana de estreia. No entanto, acabou estreando com apenas US$ 1,4 milhão, terminando em 11º na bilheteria.

### Resposta da crítica
No site agregador de críticas Rotten Tomatoes, o filme detém uma taxa de aprovação de 17% com base em 12 resenhas e uma classificação média de 4/10. No Metacritic, o filme tem uma pontuação média ponderada de 31 em 100, com base em seis críticos, indicando “críticas geralmente desfavoráveis”. O público consultado pelo CinemaScore deu ao filme uma nota média de “A” em uma escala de A+ a F.